# استان آراگاتسوتن
آراگاتسوتْن (به ارمنی: Արագածոտն) Armenian pronunciation: [ɑɾɑɡɑˈt͡sɔtən] نام یکی از استان‌های کشور ارمنستان است که در غرب این کشور واقع شده است.

## وجه تسمیه
این استان در دامنه کوهستانی به نام آراگاتس جای گرفته است. خود نام آراگاتسوتن در زبان ارمنی به معنی «کوهپایه آراگاتس» است.

## عوارض جغرافیایی
قله آراگاتس (۴٬۰۹۵ متر) که بلندترین نقطه کشور ارمنستان است در این استان قرار گرفته است.
- قله آرتنی - ۲٬۰۴۷ متر - سرزمین کوهستانی ارمنستان
- تغنیس - ۲۸۵۱ متر - رشته‌کوه تساغکونی

## تقسیمات استانی
مرکز این استان شهر آشتاراک است که در ۲۰ کیلومتری شمال غربی ایروان قرار دارد.
استان آراگاتسوتن شامل موارد زیر است 114 communities (hamaynkner), of which 3 are considered شهری هستند و 111 are considered روستایی هستند.

### شهرک‌ها یا communities شهری
| تصویر | شهر (شهرک) | استان      | بنیانگذاری             | مساحت (کیلومترمربع) | جمعیت (سرشماری ۲۰۱۱) |
| ----- | ---------- | ---------- | ---------------------- | ------------------- | -------------------- |
|       | آپاران     | آراگاتسوتن | سده ۲ام (نخستین اشاره) | ۳٫۵                 | ۶٬۴۵۱                |
|       | آشتاراک    | آراگاتسوتن | سده ۹ام (نخستین اشاره) | ۷٫۵                 | ۱۹٬۶۱۵               |
|       | تالین      | آراگاتسوتن | سده ۲ام (نخستین اشاره) | ۷                   | ۵٬۳۱۰                |

### روستاها یا communities روستایی
| - آگاراک - آگاراکاوان - آغتسک - آکونک - الاگیاز - آنتاروت - آپنا - آرایی - آراگاتس - آراگاتساوان - آراگاتسوتن - آرتاشاوان - آرتنی - آروچ - آشناک - آوان - آوشن - آرووت - بازماغبیور - برکارات - بیوراکان - چارچاکیس - چکناغ - داشتادم - داوتاشن - ددماسار - دیان - دپروانک - جوراگلوخ - گارناهوویت - گغادیر - گغادزور - گغاروت - گتاپ - غازاراوان - هاکو - هارتاوان | - هاتساشن - هنابرد - ایریند - جامشلو - جرامبار - کاکاوادزور - کانچ - کانیاشیر - کاربی - کارمراشن - کاتناغبیور - کایک - کوش - کوچاک - لرناپار - لرناروت - لوساگیوغ - لوساکن - ماستارا - ملیک‌گیوغ - متسادسور - میجناتون - میراک - نرکین بازمابرد - نرکین ساسناشن - نیگاوان - نور آمانوس - نور آرتیک - نور یدسیا - نوراشن - اوهاناوان - اورگوو - اوشاکان - اوتوان - پارپی - پارتیزاک - ریا تازا | - سادونتس - ساغموساوان - سارالانج - ساسونیک - شامیرام - شناوان - شنکانی - شغارشیک - شوغاکن - سیپان - سوریک - سوسر - تاتول - تغر - تلیک - تساغکاهوویت - تساغکاسار - تساغکاشن - تساماکاسار - تسیلکار - تتوجور - اوجان - اوشی - واردابلور - واردنیس - واردنوت - ورین بازمابرد - ورین ساسونیک - ورین ساسناشن - ووسکهات - ووسکتاس - ووسکواز - یغیپاتروش - یغنیک - یرنجاتاپ - زارینجا - زوواسار |

#### روستاهای Non-community
- Dzoragyugh, belongs to the ماستارا community.
- کارین، belongs to the ساسونیک community.
- خنوسیک, belongs to the آوان community.
- موغنی, belongs to the آشتاراک community.

#### روستاهای سابق
- Karmrashen, near the لرناگوگ community of استان آرماویر.
- Lusaghbyur, belongs to the آرتاشاوان community.
- نیگاتون, belongs to the آرتاشاوان community.
- Shenik, نزدیک زوواسار community.
- Zovuni, نزدیک یغیپاتروش community.

## اماکن مذهبی و تاریخی
سازه‌های تاریخی و مذهبی این استان عبارتنداز:
- آروچاوانک
- رصدخانه اخترفیزیک بیوراکان
- آمبرد
- ساغموساوانک

آراگاتسوتن
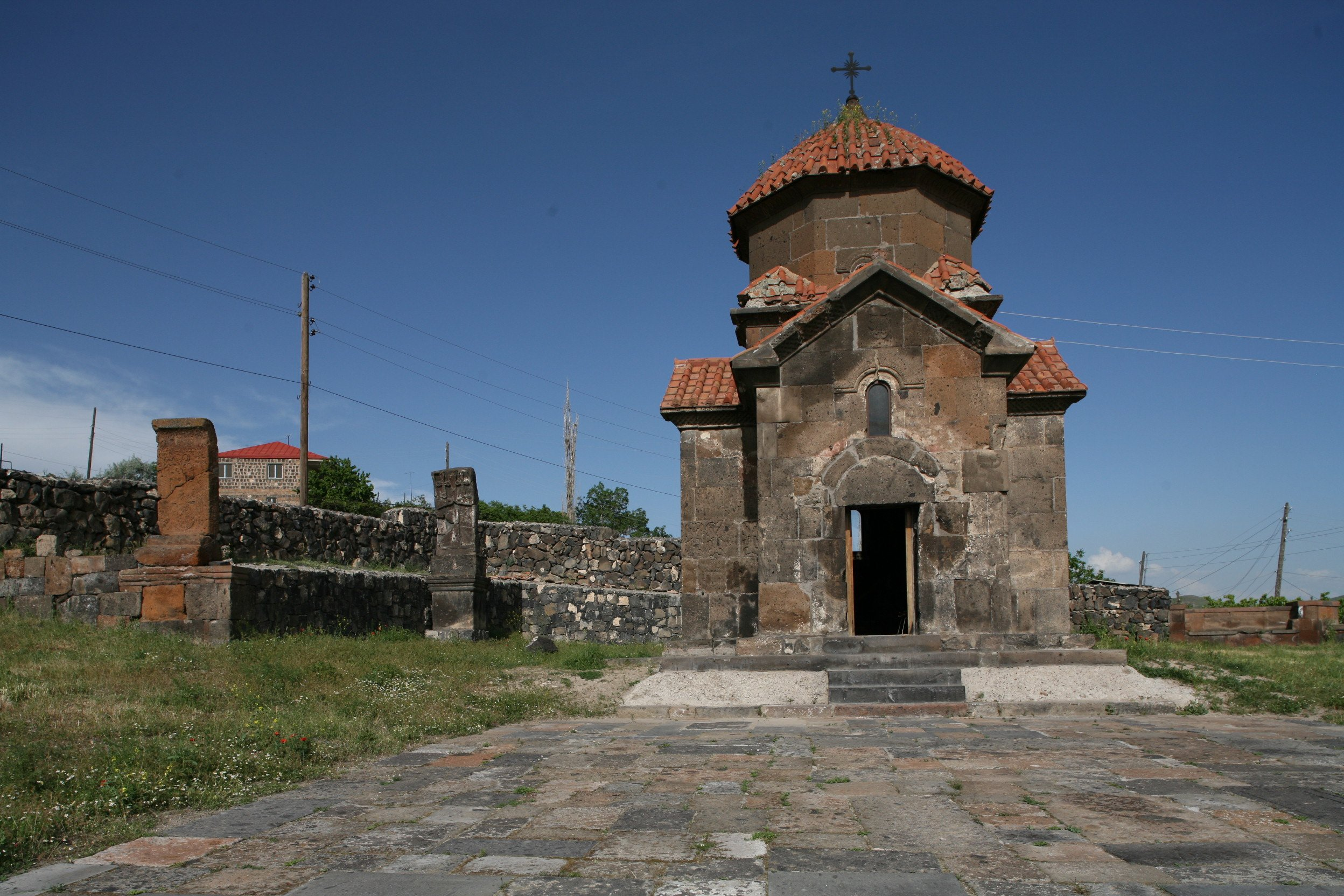
کلیسای آرتاوازیک
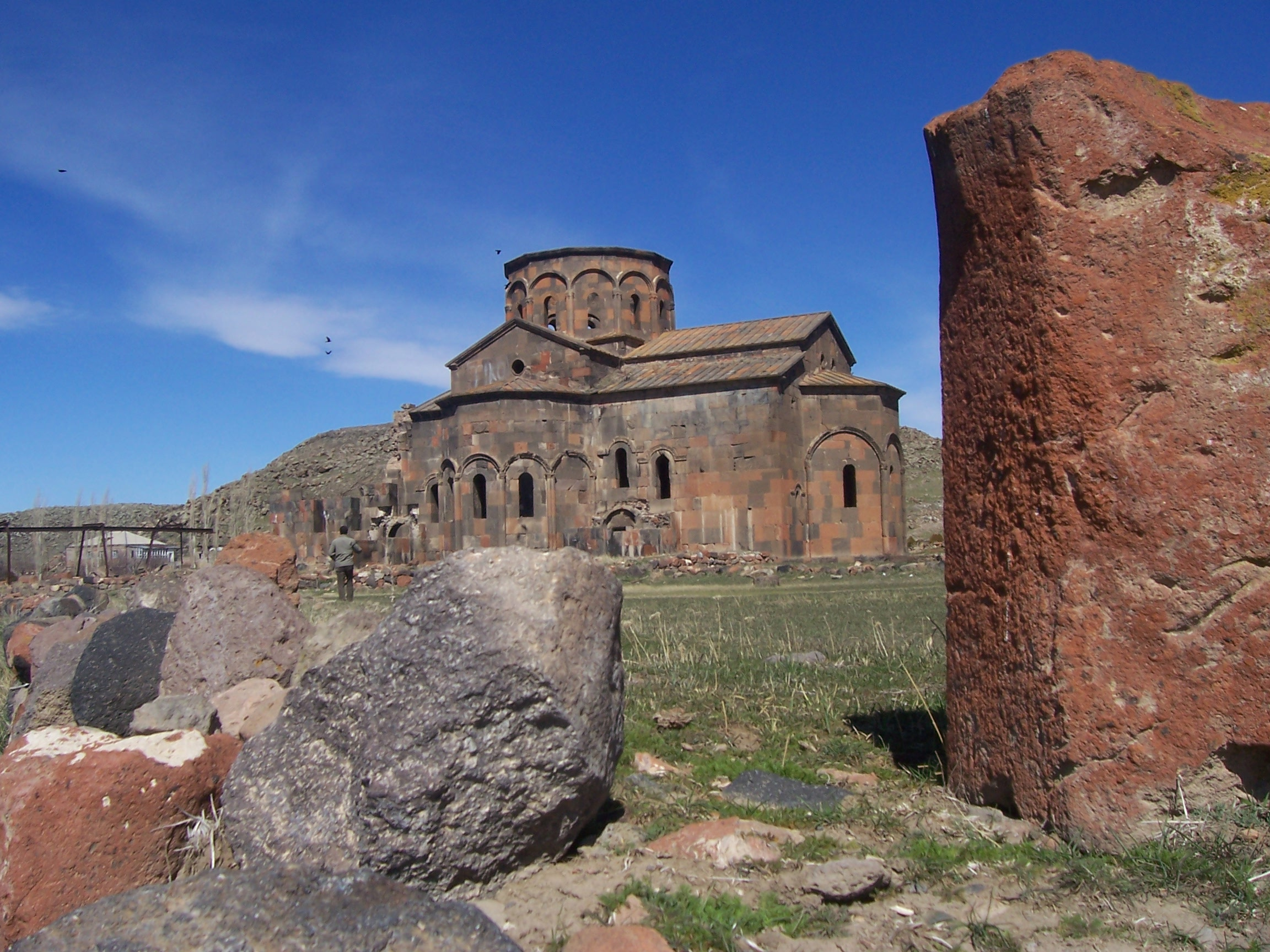
کلیسای جامع تالین
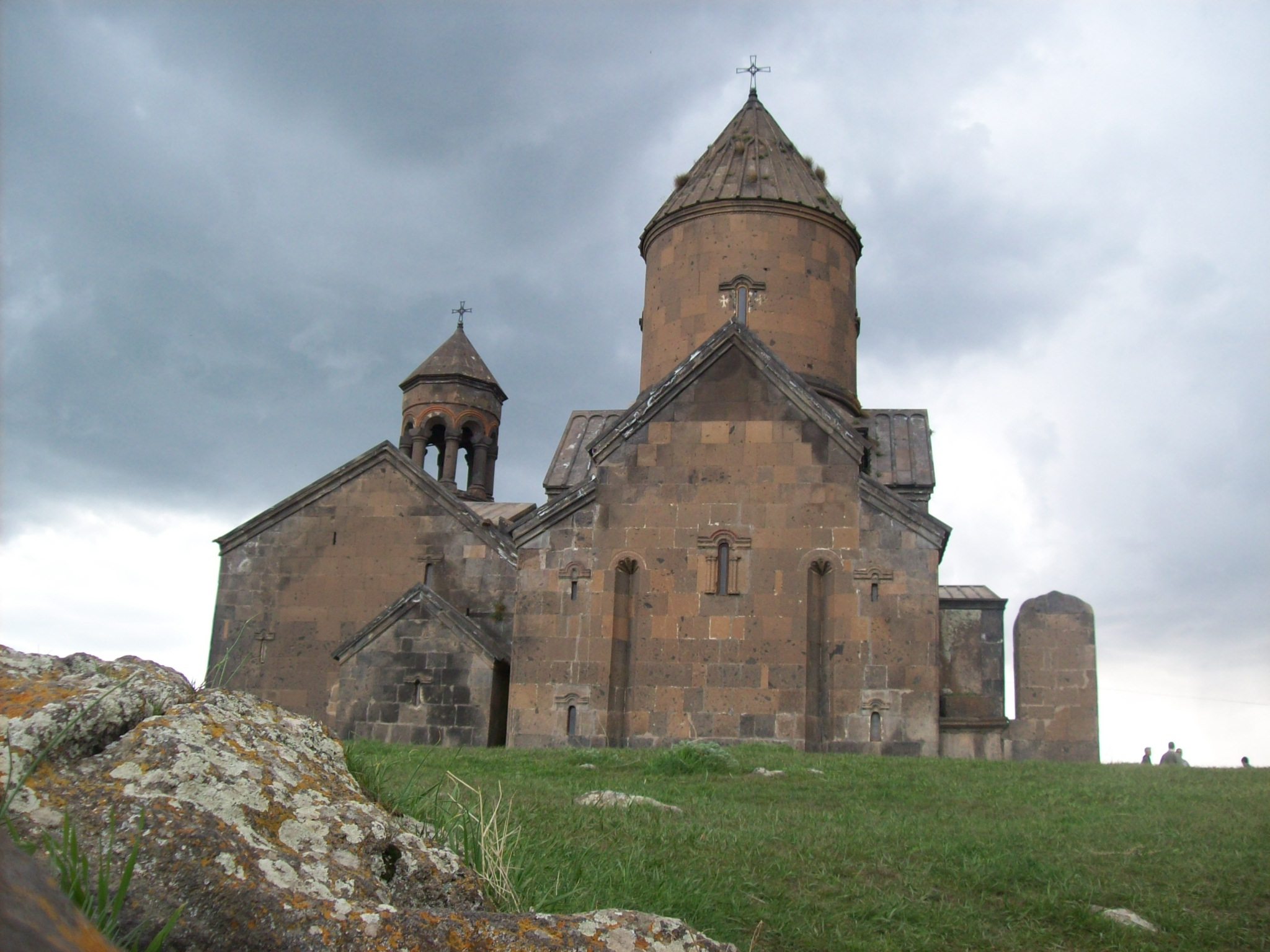
صومعه ساغموساوانک، سده ۱۳ م
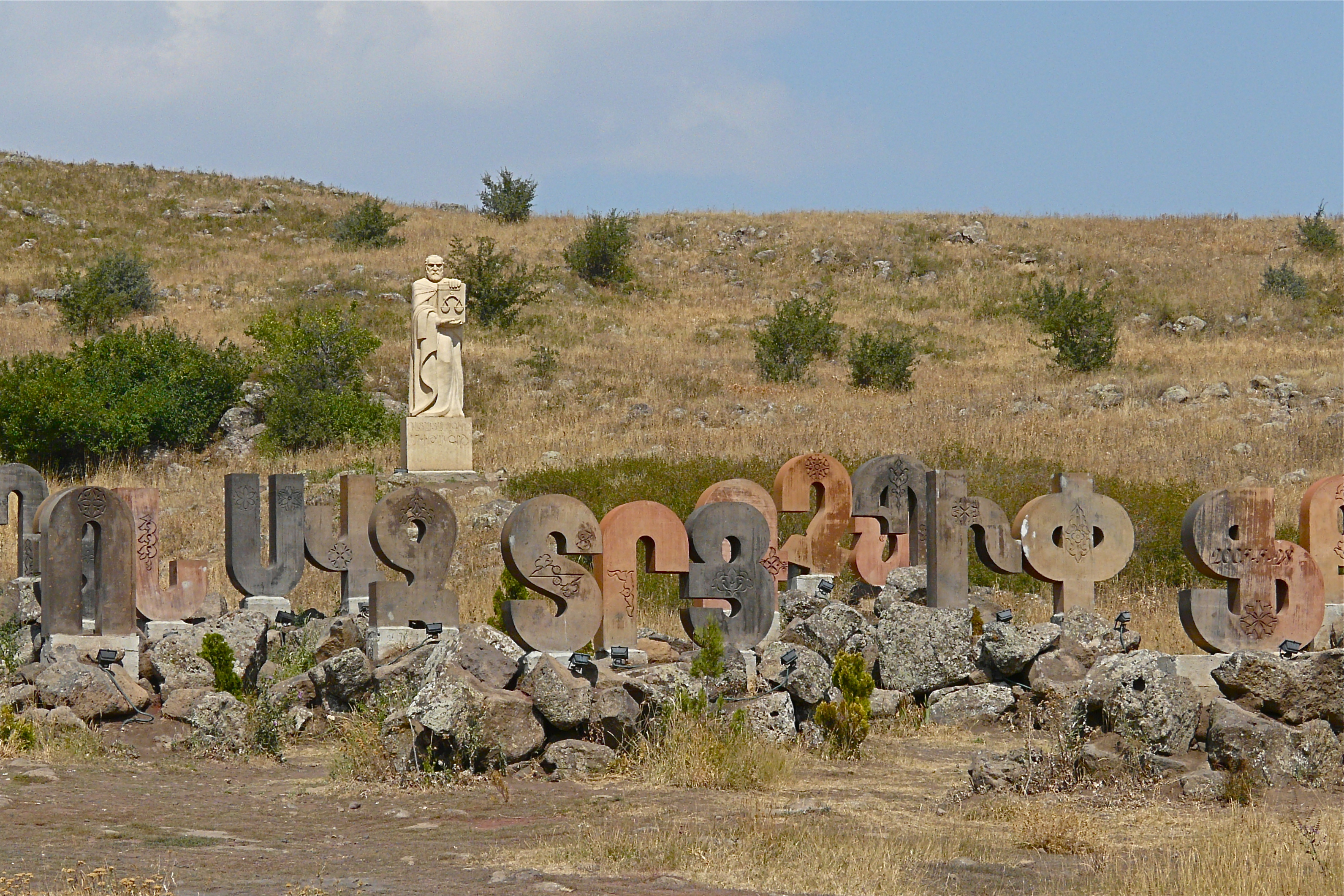
پارک الفبای ارمنی نزدیکی آپاران
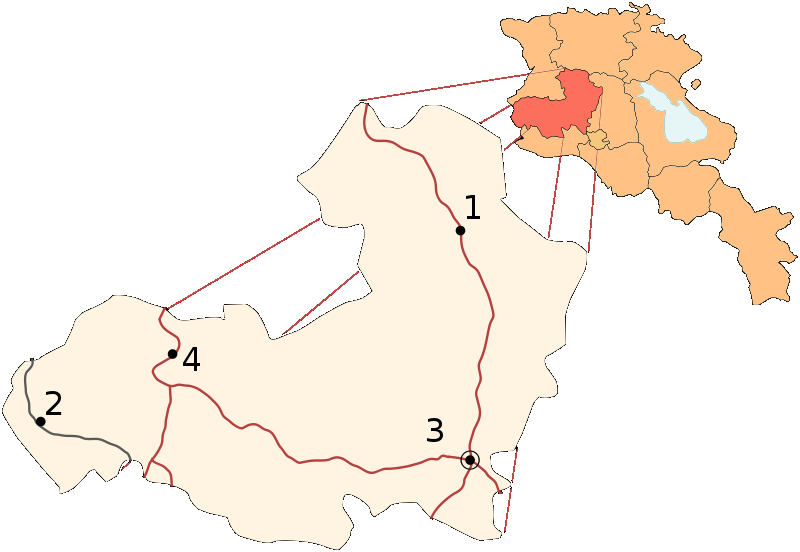

- هووهانناوانک
- کلیسای هوهانس مقدس، بیوراکان
- کلیسای هوهانس مقدس، ماستارا
- کلیسای هوهانس مقدس، ووسکواز
- کلیسای یغیپاتروش
- صومعه سارگیس مقدس، اوشی
- صومعه کریستاپور مقدس
- کلیسای گئورگ مقدس، گارناهوویت
- کلیسای ماریانه مقدس، آشتاراک
- صومعه تغر
- بازیلیکای کاساق
- صومعه گئورگ مقدس، موغنی
- کلیسای تسیراناور، آشتاراک
- کلیسای جامع مسروب ماشتوتس مقدس
- کلیسای سارگیس مقدس، آشتاراک
- کلیسای کارماراوور
- مقبره آرشاکونی
- موزه گئورگ چاووش

- آراگاتسوتن
- کلیسای کارماراوور
- کلیسای جامع تالین،  سده ۷ م
- صومعه ساغموساوانک،  سده ۱۳ م
- پارک الفبای ارمنی نزدیکی آپاران